# Två käcka sjömän
Två käcka sjömän (engelska: Any Old Port!) är en amerikansk komedifilm med Helan och Halvan från 1932 regisserad av James W. Horne.

## Handling
Helan och Halvan är två sjömän som gått iland. De löser in på ett hotell ägt av den osympatiske ägaren Mugsie. När han försöker instifta tvångsgifte mellan honom och den unga städerskan är det Helan och Halvan som räddar henne.
När Helan och Halvan lyckats fly från hotellet märker de att pengarna är kvar på rummet. När Helan beställt en stor middag till sig själv anordnar han och hans gamle vän Harry en boxningsmatch med en belöning på 50 dollar till vinnaren.
Den som tvingas ställa upp på boxningen är ingen mindre än Halvan, och motståndaren visar sig vara Mugsie. För att besegra Halvan har han muttrar i ena handsken, men trots det blir både han och domaren nedslagna av Halvan.

## Om filmen
När filmen hade Sverigepremiär 1933 gick den under titeln Helan och Halvan i Den verkliga storsmockan. Alternativa titlar till filmen är Helan och Halvan i Två käcka sjömän och Två käcka sjömän.
Från början var det tänkt att James Finlayson och Tiny Sandford skulle ha medverkat i filmen. Deras scener spelades in, men togs bort i den färdiga filmen.
Boxningsmatchen i filmen är inspirerad av boxningsmatchen i duons tidigare kortfilm Här skall fajtas från 1927.

## Rollista (i urval)
- Stan Laurel – Stan (Halvan)
- Oliver Hardy – Ollie (Helan)
- Walter Long – Mugsie
- Julie Bishop – bruden
- Charlie Hall – Halvans sekond
- Ed Brandenburg – man i publiken
- Jack Hill – man i publiken
- Baldwin Cooke – man i publiken
- Sammy Brooks – man i publiken
- Bobby Burns – fredsdomare
- Harry Bernard – Harry, en gammal vän till Helan
- Sam Lufkin – domaren
- Eddie Baker – polisen[2]